# Jaguaribe (gemeente)
Jaguaribe is een gemeente in de Braziliaanse deelstaat Ceará. De gemeente telt 36.493 inwoners (schatting 2009).
De gemeente grenst aan Jaguaretama, Jaguaribara, Pereiro, Icó en Solonópole.